# فرودگاه صحرایی دریک
فرودگاه صحرایی دریک (به انگلیسی: Drake Field) (به زبان بومی: Fayetteville Executive Airport) یک فرودگاه همگانی بهره‌برداری هوایی با کد یاتا FYV است که یک باند فرود آسفالت دارد و طول باند آن ۱۸۳۱ متر است. این فرودگاه در شهر فیتویل، آرکنسا کشور ایالات متحده آمریکا قرار دارد و در ارتفاع ۳۸۱ متری از سطح دریا واقع شده‌است.